# Hrabstwo Box Butte

Piramida wieku hrabstwa

Hrabstwo Box Butte (ang. Box Butte County) – hrabstwo w stanie Nebraska w Stanach Zjednoczonych. W roku 2010 liczba mieszkańców wyniosła 12158. Stolicą i największym miastem jest Alliance.

## Geografia
Całkowita powierzchnia wynosi 2791,5 km² z czego woda stanowi 6,6 km².

### Miejscowości
- Alliance

### Wioski
- Hemingford
- Berea (CDP)

### Sąsiednie hrabstwa
- Hrabstwo Dawes - północ
- hrabstwo Sheridan - wschód
- Hrabstwo Morrill - południe
- Hrabstwo Scotts Bluff - południowy zachód
- hrabstwo Sioux - zachód